# Renée de Lorraine
Renée de Lorraine, née le 20 avril 1544 à Nancy, morte le 22 mai 1602 à Munich, est un membre de la Maison de Lorraine qui, par son mariage, devint duchesse de Bavière. 

## Biographie
Fille du duc François Ier de Lorraine, qui mourut prématurément et de Christine de Danemark, elle est la soeur du duc Charles III de Lorraine et la cousine de la reine de France Louise de Lorraine. Petite-nièce de l'empereur et roi Charles Quint, elle cousine également avec l'empereur Maximilien II du Saint-Empire et le roi Philippe II d'Espagne.

### Les duchés entre France et Empire
Quelques semaines après sa naissance meurt son grand-père le duc Antoine de Lorraine qui avait pris soin de mener une politique de stricte neutralité entre le roi de France et l'Empereur.  Son  père devient duc sous le nom de François Ier de Lorraine, il jouera un rôle actif dans le Trêve de Crépy-en-Laonnois. Cependant, il meurt prématurément après moins d'un an de règne. Son fils, Charles III de Lorraine, âgée de deux ans est placé sous la co-régence de sa mère, née Christine de Danemark, et de son oncle, le prince Nicolas de Lorraine, évêque de Metz.  Nièce de l'empereur, la duchesse douairière tâche de mener une politique favorable à l'Empire qui déplaît à la noblesse Lorraine et Barroise tandis que son co-régent est favorable à la France. Le prince Nicolas renonce à la pourpre et épouse Marguerite d'Egmont.
Allié aux protestants Allemands, le roi de France leur propose son alliance en contrepartie de l'annexion de Metz, Toul et Verdun, trois principautés épiscopales enclavées dans le duchés. En avril 1552, le roi Henri II de France met ses troupes en marches et effectue ce "Voyage d'Austrasie". Il ne rencontre que peu de résistance et se présente à la cour de Nancy où il et reçu avec faste. De sa propre autorité, il démet la duchesse de la régence qu'il confie tout entière au prince Nicolas et emmène avec lui le jeune duc Charles afin de le faire élever à la cour de France.
La duchesse se retire dans son douaire de Deneuvre puis part avec ses filles à Heidelberg où règne son beau-frère Frédéric II du Palatinat avant de s'installer à Bruxelles - où elle a été élevée - auprès de sa tante Marie de Hongrie, gouvernante des Pays-Bas Espagnols. Elle y fera l'admiration du monde par ses talents de diplomate et nombre de souverains chercheront en vain à l'épouser. En 1559, le jeune duc, âgé de 16 ans, revient dans ses duchés, flanqué d'une épouse Française, fille cadette du roi Henri II, Claude de France qui  lui donnera une nombreuse progéniture. La duchesse-douairière rejoint enfin son fils qui, conscient des talents de sa mère, l'associera à sa politique et lui confiera la régence lors de ses absences.

### Un couple religieux
Prétendant à la couronne Danoise, la duchesse-douairière souhaite marier sa fille aînée au roi  Frédéric II de Danemark puis au roi Eric XIV de Suède. Ne recevant aucun soutien de l'Empereur ni du roi d'Espagne, la duchesse-douairière renonce à ses prétentions et la princesse Renée épouse le 22 février 1568 le prince-héritier Guillaume V de Bavière. Les fêtes du mariage princier durèrent 18 jours et la musique spécialement composée par Roland de Lassus. Cet événement est relaté par les automates du carillon de l'hôtel de ville de Munich.
De cette union naquirent dix enfants :
- Christophe (né et † 1570) ;
- Christine (1571-1580) ;
- Maximilien Ier (1573-1651)

1. ∞ 1595 la princesse Élisabeth de Lorraine (1574-1635)
2. ∞ 1635 l'archiduchesse Marie-Anne d'Autriche (1610-1665) ;

- Marie-Anne ∞ 1600 l'archiduc Ferdinand II d'Autriche, plus tard empereur ;
- Philippe-Guillaume (1576-1598), cardinal de Ratisbonne ;
- Ferdinand (1577-1650), prince-électeur de Cologne, prince évêque de Liège, Münster, Hildesheim et Paderborn ;
- Éléonore-Madeleine (1578-1579) ;
- Charles (1580-1587) ;
- Albert VI, landgrave de Leuchtenberg (1584-1666) ∞ 1612 princesse Mathilde de Leuchtenberg (1588-1634) d'où Maximilien-Henri, Archevêque-Électeur de Cologne ;
- Madeleine (1587-1628) ∞ 1613 le comte palatin Wolfgang-Guillaume de Neubourg.

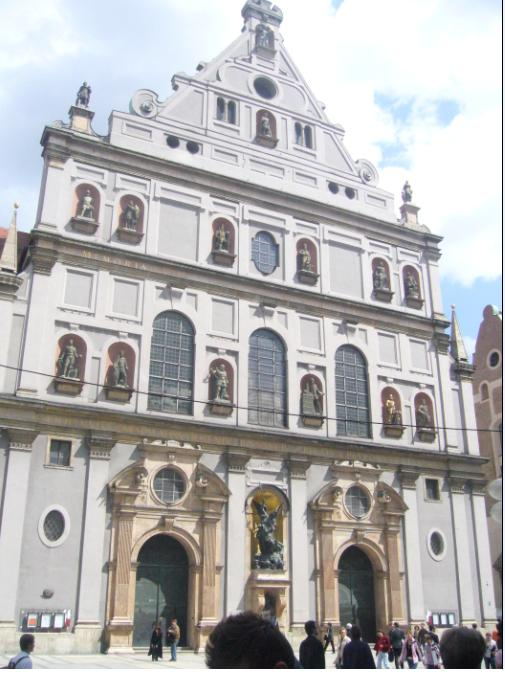
L'église Saint-Michel de Munich, édifiée à partir de 1583.

Renée et Guillaume V menèrent une vie de charité, d'humilité et vécurent au Collège des Jésuites de Munich où Renée prit soin des malades, pauvres et pèlerins. Après la passation de pouvoir entre son mari et leur fils Maximilien, elle passa le reste de sa vie à l’hôpital fondé par son beau-père Albert V de Bavière. Bien que non-canonisée, elle fut considérée comme une sainte par son peuple.
L'un des points principaux de sa vie fut l'édification et la consécration de église Saint-Michel de Munich, où elle repose, dans la crypte, ainsi que la plupart des descendants des Wittelsbach.